# 스킨헤드

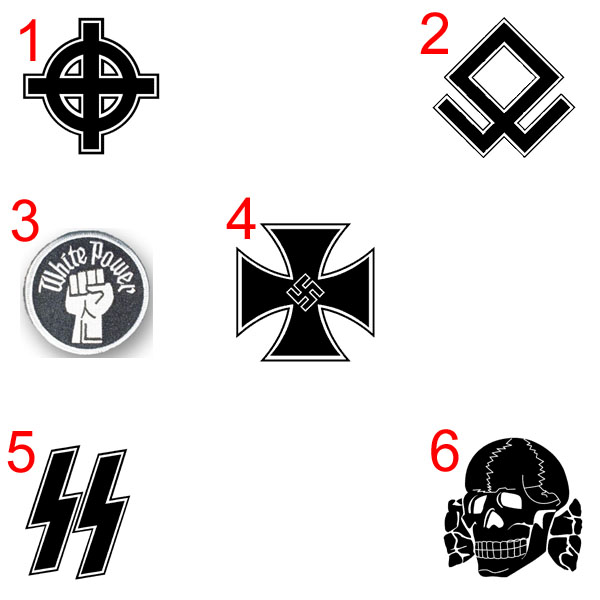
스킨헤드의 상징들. 번호 순서대로 켈트 십자가, 오달 룬문자, 주먹, 철십자, SS 로고, 두개골.

스킨헤드(skinhead)는 1960년대 후반 영국에서 있었던 노동자 계급의 하위문화(Subculture)를 가리키는 말로 쓰이기 시작했다. 그들은 짧게 깎은 머리를 하거나 대머리를 해서 '머리가 짧은', '대머리의'라는 뜻의 스킨헤드가 이들을 지칭하는 말이 되었다. 이후 다른 나라로도 퍼졌다. 최초 스킨헤드는 서인도 제도, 특히 자메이카의 루드 보이(Rude boy) 문화와 영국의 모드(Mod) 문화로부터 패션, 음악, 라이프스타일 면에서 영향을 받았다. 초기 스킨헤드 하부문화는 정치, 인종 문제와 관련 없었다. 그러나 이후 정치 성향과 인종에 관한 태도가 스킨헤드 일부를 가르는 요소가 되었다. 이들은 정치에 무관심한 게 많지만, 스킨헤드 정치 성향은 좌익부터 극우까지 다양하며, 대개 정치색을 띠는 스킨헤드들은 극우에 속한다. 
러시아 스킨헤드는 극단적 인종차별의 성향을 보이며 2005년 고려인 출신의 러시아 가라테 챔피언인 야코브 칸을 죽이고, 우즈베키스탄인, 러시아인에 중상을 입히기도 했다. 이 러시아인이 폭행당한 이유는 몰도바인과 닮아서였다.

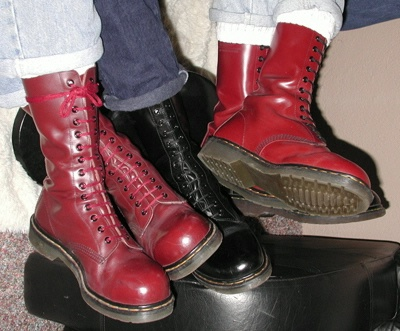
70년대 이후의 특징인 닥터 마틴 부츠

사회적으로 보면, 스킨헤드 족이 기본적으로 노동자 계급 출신이라는 말은 일반적으로 옳다. 스킨헤드 족이라 불린 청년 집단이 1960년대 말 영국에서 형성되었고, 이들은 자메이카 출신 흑인 노동자들과 영국의 항구 도시에 있는 백인 항만 노동자들로 구성되었기 때문이다.
그러므로 초창기 스킨헤드 족은 인종차별주의적 성향이 없었으며, 더 노동자 계급이었다. 이들은 힘든 항만 노동을 통해 형성된 매우 거친 성격과 함께 맥주를 즐겼고, 전형적인 영국인처럼 축구를 열광적으로 좋아하며, 영국이라는 나라에 대한 애국심을 공유한 특징 있었다.
스킨헤드 족은 머리에 이가 생기지 않도록 삭발을 했으며, 힘든 노동에서 견딜 수 있도록 튼튼한 청바지와 쇠 징 박은 구두를 신고 다녔다.
그러나 이들은 1970년대가 되면서 여러 다른 성향의 스킨헤드 족으로 분화했다. 이 때 영국은 인도/파키스탄계 노동자들이 대거 들어오면서 백인 노동자 실업률이 늘었고, 보수당 정권은 복지 예산을 삭감하고 자유 경쟁을 확대하는 등 보수 정책으로 일관하고 있었다.
또한 유럽에서 일어나기 시작한 네오나치 움직임도 영국에 상륙했다. 이런 분위기를 따라 백인 우월주의적 우익 스킨헤드 족이 탄생한다. 이들 우익 스킨헤드는 권력에서 소외된 백인 청년들의 절망감에서 비롯했으며, 자본주의 경쟁에서 패배한 분노를 유색인종에 대한 테러로 표출했다.
우익 스킨헤드 족에 맞서서 전통적 노동계급임을 자부하며 인종차별주의에 대항하는 스킨헤드 족 -이들은 흔히 SHARP(SkinHead Against Racial Prejudice)로 불린다.- 등장도 이 무렵이다.
현재 스킨헤드 족은 정치적 성향에 따라 크게 우익과 좌익으로 나뉘고, 이들은 서로 길거리 싸움을 벌이는 등 대립하고 있지만 또한 동시에 정치적 이슈를 떠나 노동자 계급의 자긍심, 애국주의 등 코드를 공유하며 동질감을 유지하고 있다.
스킨헤드 족은 음악적으로도 하나의 뚜렷한 흐름을 만들었다. 60년대 태동기 오리지널 스킨헤드가 영국 전통 노동요인 음주가요와 자메이카 산 음악인 SKA에 취했다면 70년대 중반 이후 스킨헤드 족들은 펑크 록 및 하드코어 펑크에 자신들을 동일시하게 된다.

## 같이 보기
- 신나치주의